# Karl Schlösser (Maler)
Karl Schlösser (* 14. Dezember 1934 in Demmin; † 21. März 2018 ebenda) war ein deutscher Maler, Bildhauer und Schriftsteller. Er war Verfasser von regionalhistorischer Literatur und Belletristik.

## Leben
Karl Schlösser verlebte seine Kindheit in Demmin und wurde hier im Frühjahr 1945 als Zehnjähriger Zeuge des Massensuizides von ca. 1000 Einwohnern der Stadt und Flüchtlingen.
Nach dem Krieg erlernte er den Beruf des Uhrmachers und machte sich später als Handwerksmeister selbständig. Von 1963 bis 1973 leitete er das Arbeitertheater in Demmin. Während dieser Zeit erhielt er am Landestheater Anklam eine Regieausbildung.
Karl Schlösser leitete von 1969 bis 1990 am Kreiskulturhaus in Demmin Erwachsenen- und Kinderzirkel für Plastik und Malerei. Anschließend war er bis 2003 Mitarbeiter der Archivbibliothek des Kreisheimatmuseums Demmin. Danach war er dort weiter ehrenamtlich tätig. Dort konnte er auch mehrfach seine Bilder ausstellen. Weitere Ausstellungen präsentierte er im Raum Mecklenburg-Vorpommern, aber auch in Berlin und Itzehoe. Die Stadt Demmin verlieh ihm 2017 die Ehrenbürgerschaft.
Er war mit Lilo Schlösser (* 13. September 1940 in Beuthen, Schlesien), einer ausgebildeten Pädagogin, verheiratet.

## Schriften (Auswahl)
Nach der Wende wurde Karl Schlösser vermehrt schriftstellerisch tätig. So veröffentlichte er mehrere Bücher zu regionalhistorischen Themen, Sammlungen von Sagen aus Vorpommern und Belletristik.
- Stadtbilder aus Demmin. Stadt-Bild Verlag, Demmin 1993.
- Fährmann, hol öwer! Eine historische Wanderung um den Kummerower See. Baltic-Verlags-Agentur, Greifswald 1994.
- Der Schatz von Meesiger und andere Sagen aus dem Großkreis Demmin. Baltic-Verlags-Agentur, Greifswald 1994.
- Von Äbten, Priestern und Hexen. Unzeitgemäße Geschichten. Thomas Helms Verlag, Schwerin 2000, ISBN 3-931185-74-5.
- Die Marquise aus Grymme. Neue unzeitgemäße Geschichten. Thomas Helms Verlag, Schwerin 2003, ISBN 3-935749-23-6.
- Ein erotisches Märchen Aus dem Sozialismus im pommerschen Poggerow. Lukas Verlag, Berlin 2006, ISBN 978-3-86732-000-9.
- Der Gutsherr. Neue unzeitgemäße Geschichten. Thomas Helms Verlag, Schwerin 2009. ISBN 978-3-940207-46-3.
- Demmin – die andere Chronik in Fußnoten lokaler Geschichte. Teil IV. Demmin 2009.
- Vertreibung aus dem Paradies. Eine Kindheit in Demmin. Lukas Verlag, Berlin 2017, ISBN 978-3-86732-276-8.
- Der Theatergraf. Roman in drei Akten. Lukas Verlag, Berlin 2017, ISBN 978-3-86732-297-3